# Дедвейт

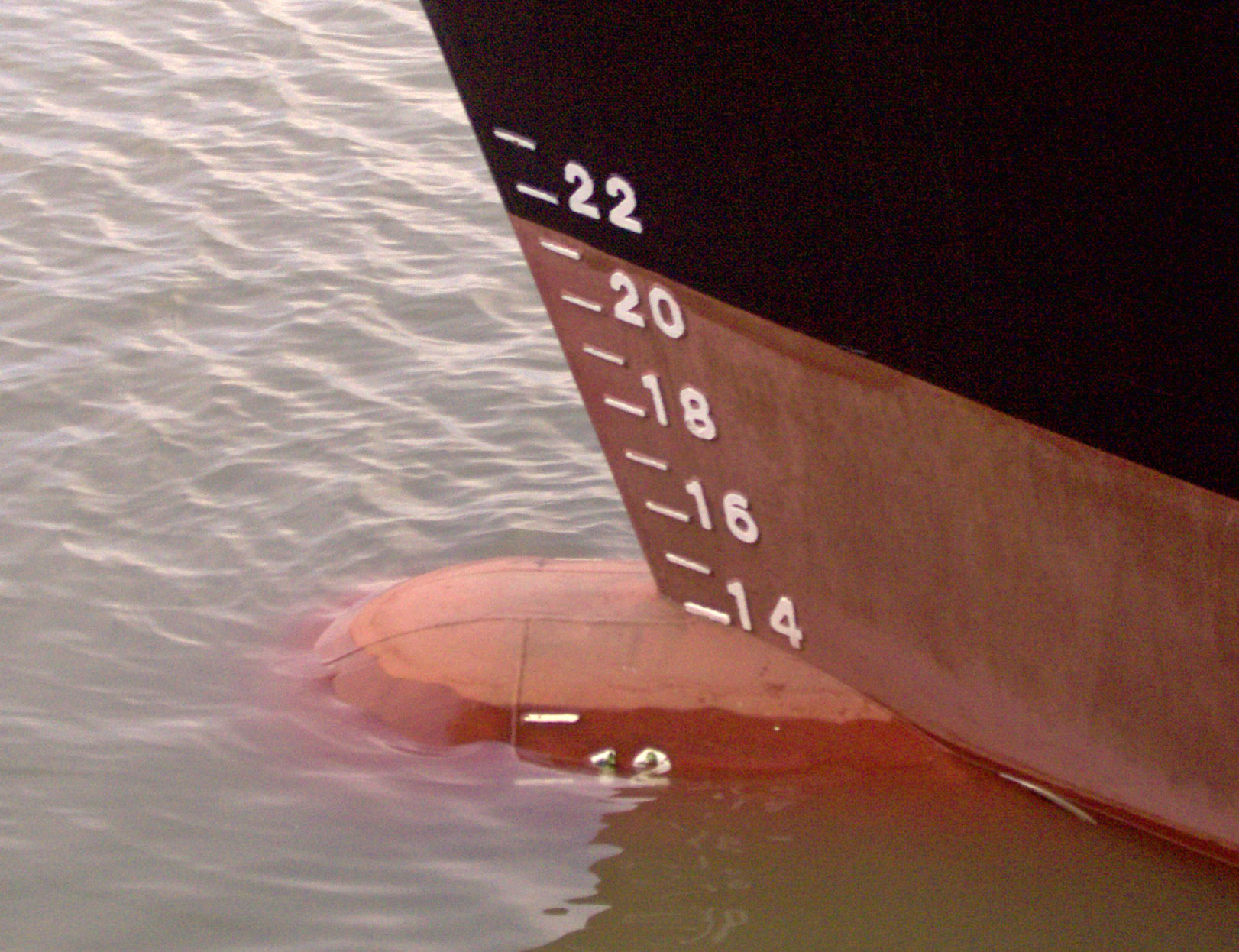
Шкала для вимірювання фактичного дедвейту судна під час його завантаження.

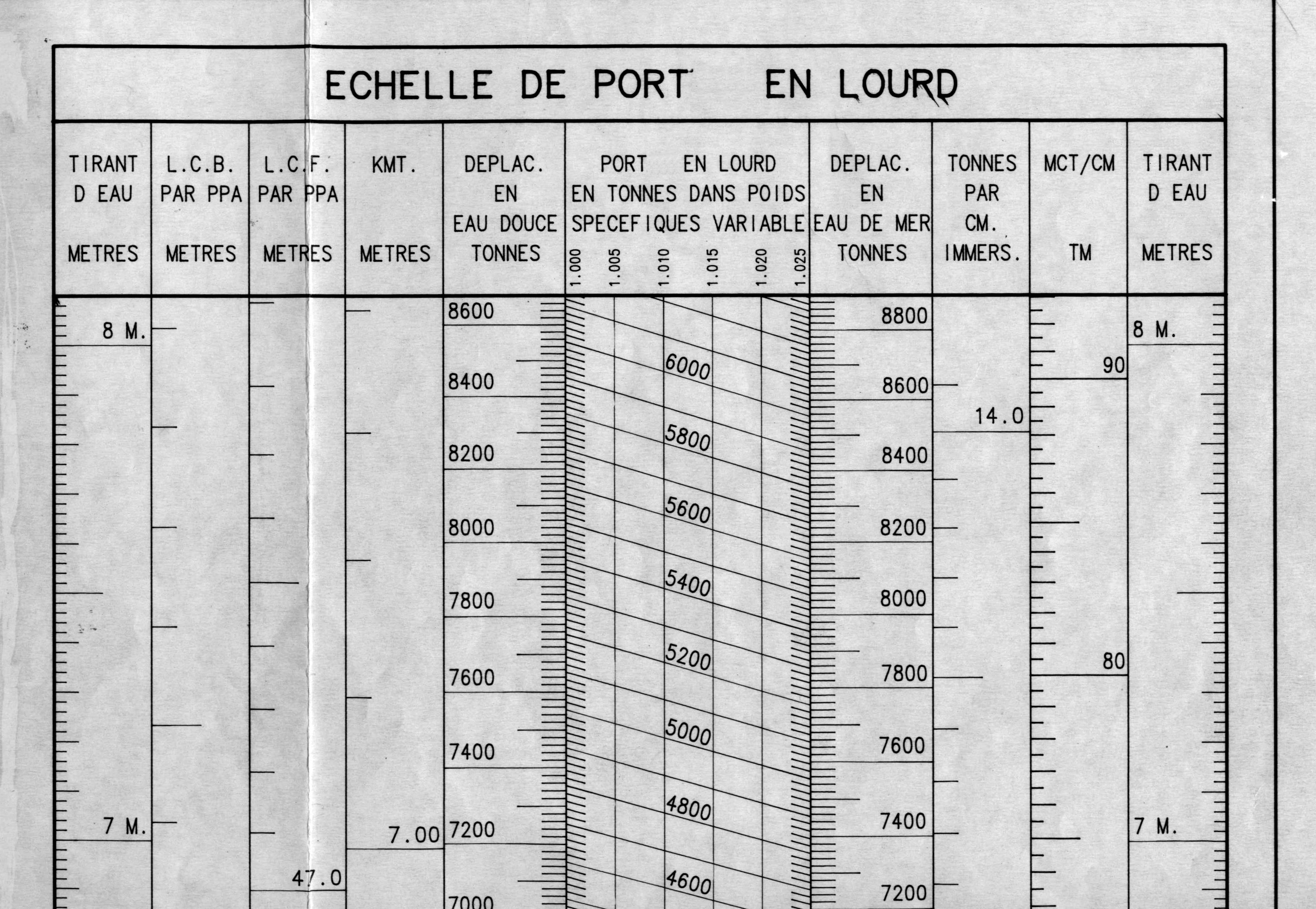
Шкала для судна дедвейтом в 6000 тонн.

Де́двейт (англ. deadweight, «мертва вага», скорочено — «DWT») — повна вантажопідйомність судна, сумарна величина ваг змінних вантажів у тоннах, тобто сума ваги всього корисного вантажу, що перевозиться судном, яка характеризує його вантажопідйомність, ваги пального, мастила, технічної та питної води, ваги пасажирів з багажем, екіпажу та продовольства.
Дедвейт являє собою різницю між повною та порожньою водотоннажністю, і є показником максимально допустимого завантаження судна, при якому забезпечується його безпечний хід. В окремих випадках дедвейт може використовуватись для позначення фактичного рівня завантаження судна.
Термін «дедвейт» вживається тільки стосовно торговельних вантажних суден. Дедвейт при осіданні під вантажну марку (вантажну ватерлінію) є показником теоретичного розміру вантажного судна і його основною експлуатаційною характеристикою.